# Terremoto de Hōei de 1707
El terremoto de Hoei de 1707 sucedió alrededor de las 13:45 (JST) el 28 de octubre de 1707 con una magnitud estimada de 8.4 - 8.6ML y 8.7 - 9.3Mw. Su epicentro fue frente a las costas de Tokaido y Nankaido, Japón; y se estima que la ruptura de fallas entre las placas tectónicas se produjo en casi toda la fosa de Nankai, lo que lo convierte en uno de los terremotos más grandes que se haya registrado en Japón. El monte Fuji entró en erupción, cuarenta y nueve días después del terremoto, a menudo a esta erupción se le conoce también como «Erupción de Hōei».

## Terremoto

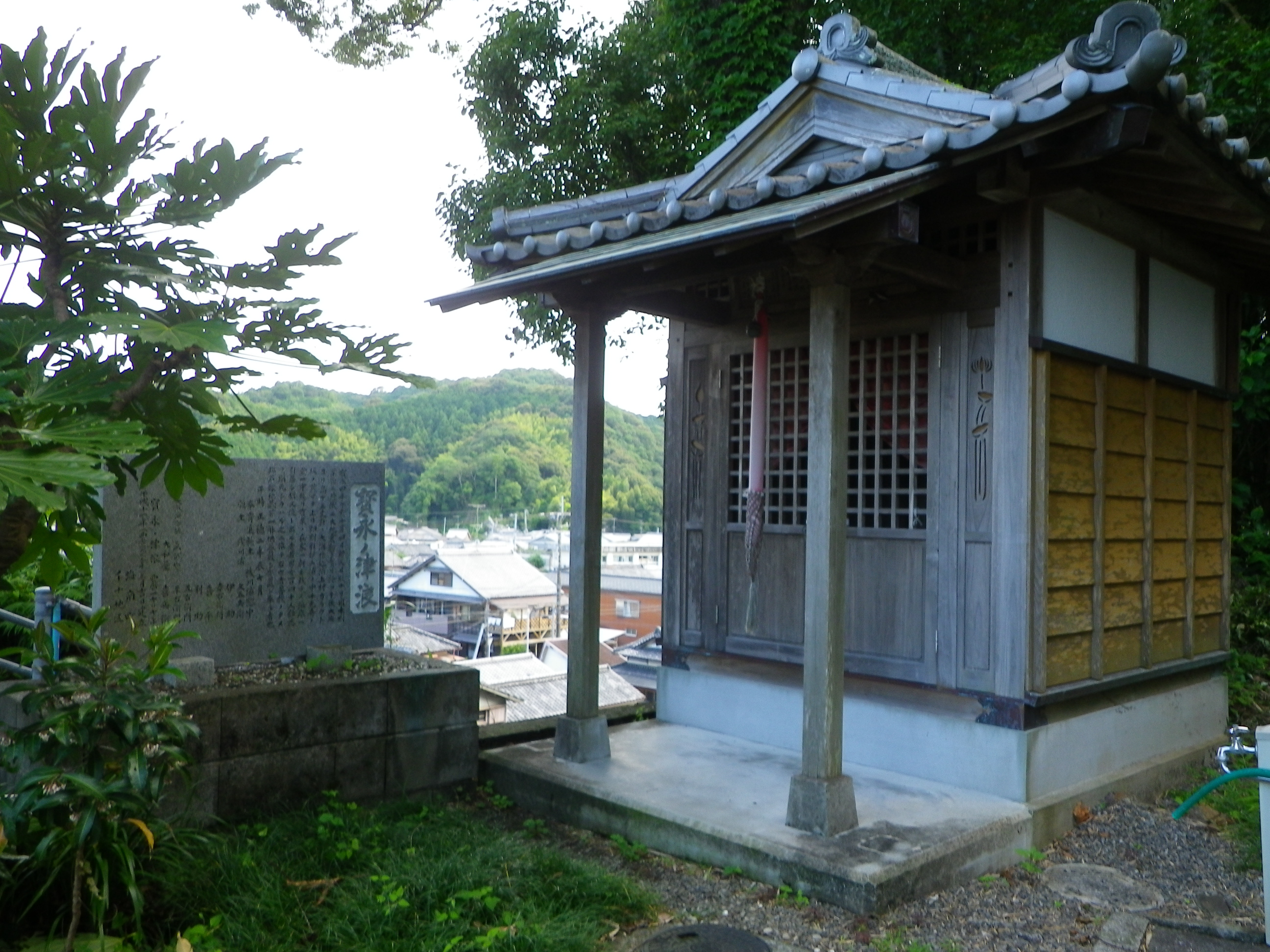
Asakawa Kannon-do, un templo budista construido para conmemorar a las víctimas del tsunami de Hoei. Asakawa, ciudad de Kaiyo, prefectura de Tokushima.

### Epicentro
Dado que el área de terremotos y tsunamis severos es casi equivalente a la combinación del terremoto de Tōkai y el terremoto de Ansei Nankai que ocurrieron sucesivamente en 1854, el terremoto de Hōei (incluida el área de origen del terremoto de Tonankai) y el Nankai se generó a lo largo de la depresión de Nankai donde la placa del mar de Filipinas se hunde.